# Île Bigras
Île Bigras är en ö i Laval i Kanada.   Den ligger i floden Rivière des Prairies i provinsen Québec, i den sydöstra delen av landet, 140 km öster om huvudstaden Ottawa.
Runt Île Bigras är det i huvudsak tätbebyggt. Runt Île Bigras är det mycket tätbefolkat, med 1 956 invånare per kvadratkilometer.